# Brian Adams (Leichtathlet)
Brian Adams (* 13. März 1949 in Leicester) ist ein ehemaliger britischer Geher.
Bei den Olympischen Spielen 1976 in Montreal wurde er Elfter im 20-km-Gehen.
1978 wurde er für England startend bei den Commonwealth Games in Edmonton Vierter im 30-km-Gehen. Bei den Leichtathletik-Europameisterschaften in Prag belegte er im 20-km-Gehen den 25. Platz.

## Bestzeiten
- 10.000 m Gehen: 42:40,0 min, 29. März 1975, London
- 20 km Gehen: 1:27:46 h, 11. Oktober 1975, Le Grand-Quevilly
- 20.000 m Gehen: 1:29:18,6 h, 15. April 1978, Leicester
- 30 km Gehen: 2:22:26 h, 17. Juni 1978, Sheffield
- 50 km Gehen: 4:15:22 h, 17. September 1978, Sheffield
- 50.000 m Gehen: 4:18:43,0 h, 7. Mai 1978, London